# Famille Davillier
La famille Davillier est une famille française, originaire de Montpellier, qui a formé à Paris une dynastie de banquiers à partir de la Révolution française.

## Historique
Jean Charles Joachim Davillier fut titré baron en 1810 par Napoléon Ier. Il eut cinq fils, qui furent banquiers ou industriels.

Sa descendance s'est éteinte en ligne masculine en 1978.

## Filiation
- Jean Davillier (1712-1762), négociant à Montpellier, marié en 1750 avec Anne Auverny (1729-1806), fut père de [1]:
  - Jean Antoine Joseph Davillier (1754-1831), manufacturier, banquier, pair des Cent-Jours
  - Jean Charles Joachim Davillier (1758-1846), banquier, fondateur de la banque Davillier, gouverneur de la Banque de France en 1836, pair de France, titré baron en 1810, marié en 1792 à Paris avec Aimée Bréganty (1771-1821), dont :
    - Jean Charles Davillier (1795-1868), négociant et banquier, dont :
      - Jean Charles Davillier (1823-1883), banquier, mécène, et écrivain
        - Marguerite Davillier (1861), en religion Mère Colette-Isabelle, abbesse du monastère des clarisses de Nazareth

    - Auguste Davillier (1797-1833), industriel à Gisors, époux de Clémentine Passy
      - Paul Davillier (1819-1853), secrétaire général de la préfecture du Loiret
      - Marie Davillier (1822-1846), mère de Roger-Joseph Jourdain
      - Edmond Davillier-Regnaud de Saint-Jean d'Angély (1824-1908), militaire, premier écuyer de Napoléon III
        - Madeleine Davillier-Regnaud de Saint-Jean d'Angély (1855-1926), épouse du baron Antoine Mariani (fils du baron Louis-Thomas Mariani)

    - Théodore Davillier (1799-1868), conseiller général de Seine-et-Oise
      - Laure Davillier (1827-1906), épouse de Mathieu Dollfus
      - Cécile Davillier, épouse de Jules Delon

    - Édouard Davillier (1801-1886), industriel à Gisors
      - Blanche Davillier (1840-1927), épouse de Paul Champy

    - Clémentine Davillier (1808-1895), épouse d'Alexandre Sanson-Davillier
    - Mathilde Davillier (1811-1879), épouse de Jean Coulmann
    - Henri Davillier (1813-1882), régent de la Banque de France, président de la Chambre de commerce de Paris, vice-président du Conseil de l'Assistance Publique, président de la Caisse d'Épargne, dont :
      - Maurice Davillier (1851-1929), banquier, président de la Maison de Banque Davillier, régent de la Banque de France, dont :
        - Henriette Davillier (1873-1955), épouse du baron Prosper de Nervo
        - Germaine Davillier (1875-1949), épouse de Léon de Nervo et mère de Jacques de Nervo
        - Jean Davillier (1877-1958), banquier, président du Crédit commercial de France (CCF) de 1940 à 1941, puis de 1944 à 1958
        - Marie Davillier (1879-1975), épouse de Georges Desprez, puis d'Yves Desprez
        - Henry Davillier (1883-1978), banquier
        - André Davillier (1885-1914), mort pour la France
          - Élisabeth Davillier (1912-1998), épouse de Pierre Vignon

      - Marguerite Davillier (1854-1924), épouse de Georges Masson-Bachasson de Montalivet

## Pour approfondir